# Amtsgericht Myslowitz

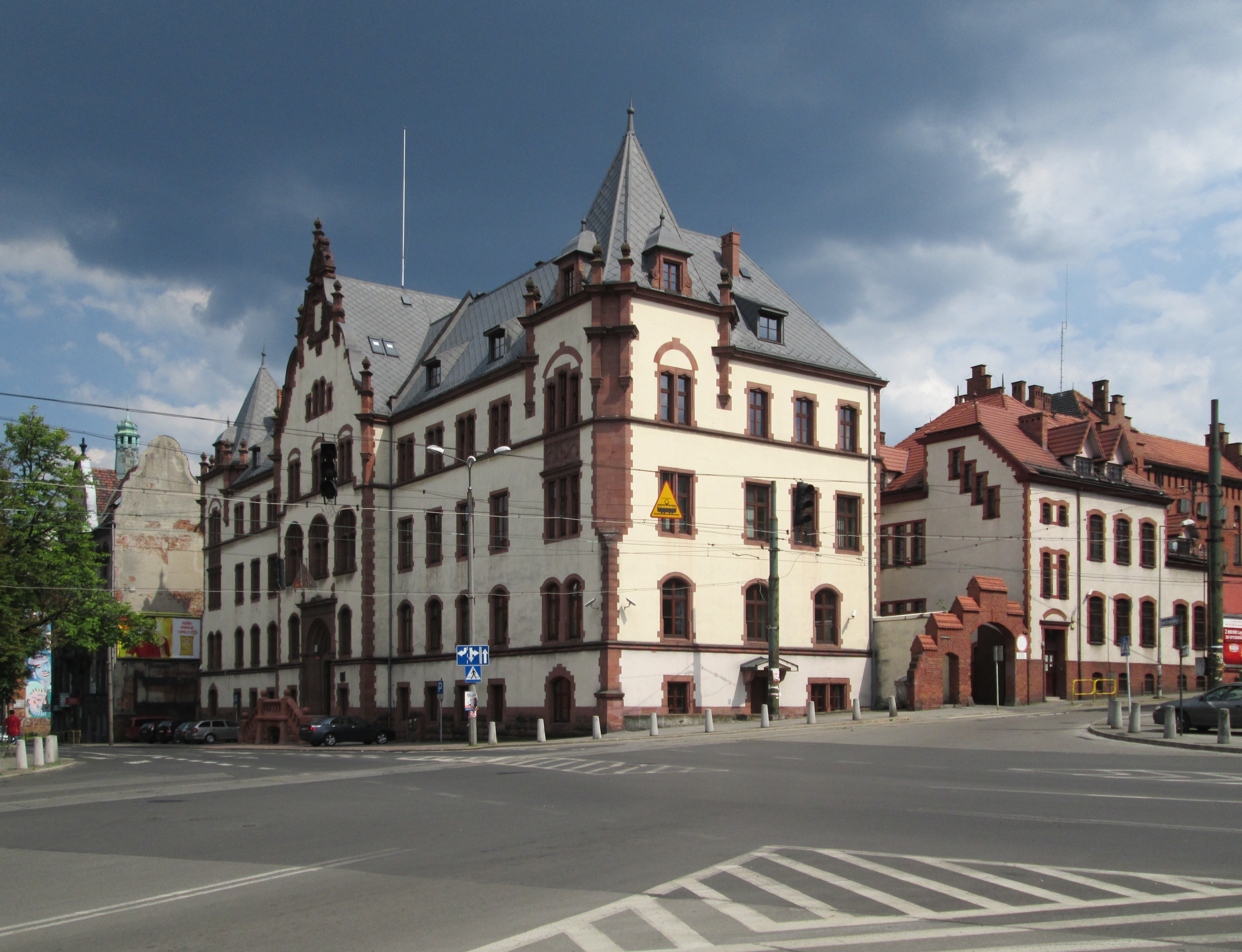
Ehem. Amtsgerichtsgebäude (2014)

Das Amtsgericht Myslowitz war ein preußisches Amtsgericht mit Sitz in Myslowitz.

## Geschichte
In Myslowitz bestand von 1849 bis 1879 die Gerichtsdeputation Myslowitz des Kreisgerichtes Beuthen. Das königlich preußische Amtsgericht Myslowitz wurde mit Wirkung zum 1. Oktober 1879 als eines von fünf Amtsgerichten im Bezirk des Landgerichtes Beuthen im Bezirk des Oberlandesgerichtes Breslau gebildet. Der Sitz des Gerichtes war Myslowitz. Sein Gerichtsbezirk umfasste aus dem Landkreis Kattowitz den Stadtbezirk Myslowitz und die Amtsbezirke Brzenskowitz-Brzezinka, Klein-Dombrowka, Schloss Myslowitz und Rosdzin-Schoppinitz und aus dem Landkreis Pleß die Amtsbezirke Groß Chelm, Dzietzkowitz, Imielin, Kopcziowitz und Krassow. Am Gericht bestanden 1880 vier Richterstellen. Das Amtsgericht war damit ein mittelgroßes Amtsgericht im Landgerichtsbezirk. Gerichtstage wurden in Neuberun gehalten. Der Amtsgerichtsbezirk kam aufgrund des Versailler Vertrages 1919 zu Polen. Das Amtsgericht wurde aufgehoben, an seiner Stelle entstand das polnische Sąd Rejonowy w Mysłowicach. Im Jahre 1939 wurde Polen deutsch besetzt. Im Rahmen der Neuorganisation der Gerichte in Ostdeutschland und im ehemaligen Polen wurden das Amtsgericht Myslowitz neu gebildet und erneut dem Landgericht Beuthen zugeordnet. Zum 1. April 1941 wurde der Landgerichtsbezirk Beuthen mit seinen Amtsgerichten dem neugeschaffenen Oberlandesgericht Kattowitz zugeschlagen und in Landgericht Beuthen-Kattowitz umbenannt.
Im Jahre 1945 wurde der Amtsgerichtsbezirk unter polnische Verwaltung gestellt, und die deutschen Einwohner wurden vertrieben. Damit endete auch die Geschichte des Amtsgerichtes Myslowitz. Unter polnischer Verwaltung entstand das Sąd Rejonowy w Mysłowicach (1950–1975: Sąd Powiatowy w Mysłowicach).

## Richter
- Rudolf Marquardt, Amtsgerichtsrat (1941)[5]